# Perfect Dark Zero
Perfect Dark Zero ist ein Ego-Shooter, der von Rare entwickelt und von den Microsoft Game Studios veröffentlicht wurde. Es war ein exklusiver Launchtitel für die Xbox 360 Konsole im Jahr 2005. Das Spiel ist Teil der Perfect-Dark-Serie und ein Prequel zu Perfect Dark von 2000.

## Handlung
Die Geschichte dreht sich um Joanna Dark, die als Kopfgeldjäger mit ihrem Vater dem Carrington Institut beitritt um zu verhindern, dass eine rivalisierende Firma Besitz von einem uralten Artefakt ergreift, welches übermenschliche Kräfte verleiht.

## Rezeption
Aus technischer Sicht schüre Perfect Dark Zero den Vorgeschmack auf weitere Titel der eingeläuteten Konsolengeneration. Aufwändige, in Echtzeit berechnete Licht- und Schatteneffekte verleihen den Arealen eine besondere Atmosphäre. Sound und Musikuntermalung verdichten diese weiter. Die Levelkonstruktion hingegen sei verwirrend, die Bosskämpfe dröge. Das Spiel wirke unfertig und fehlerhaft. Die Steuerung hingegen sei tadellos. Der Aufbau der Level sei sehr linear. Das Verhalten der Gegner lasse zu wünschen übrig. Die deutsche Sprachausgabe überzeuge nicht immer.
In Japan war Perfect Dark Zero zum Start der Xbox 360 der meistverkaufte Titel.